# 금촌동
금촌동(金村洞)은 파주시의 산업, 교통, 행정의 중심지로, 3개 행정동(금촌1동, 금촌2동, 금촌3동)의 통칭이다. 현재 금촌동, 아동동, 금릉동 일부를 금촌1동으로, 금촌동 일부 지역과 금릉동 나머지 지역을 금촌2동으로, 금촌동 나머지 지역과 맥금동, 아동동, 야동동, 검산동을 금촌3동으로 관리하고 있다.
이 지역 부근은 토지가 비옥하여 농산물이 풍부하며, 소하천들이 거미줄처럼 뻗어 있어 소규모의 수운도 행하여지고 있다. 명승 고적으로는 문산 부근에 있는 높이 약 17m 가량의 입상 석불을 비롯하여 봉서산성지, 공릉, 영릉, 반구정, 검단사, 종유동 등이 있다.

## 주요 기관

### 시청
- 파주시청

### 행정복지센터
- 금촌1동 행정복지센터
- 금촌2동 행정복지센터
- 금촌3동 행정복지센터

### 세무서
- 파주세무서

### 경찰서
- 파주경찰서
- 금촌지구대

### 소방서
- 파주소방서 금촌119안전센터

### 우체국
- 파주우체국
- 금촌동우체국

### 금융 기관
- 농협중앙회 파주시지부
- 금촌농협
- 파주연천축협

### 의료 기관
- 경기도립의료원 파주병원
- 메디인병원
- 마디편한병원
- 파주 성모병원

### 보건소
- 파주시보건소

### 교육 기관
- 경기도파주교육지원청
- 금촌초등학교
- 금화초등학교
- 금릉초등학교
- 금향초등학교
- 새금초등학교
- 금신초등학교
- 송화초등학교
- 검산초등학교
- 금촌중학교
- 금릉중학교
- 문산중학교
- 파주광일중학교
- 문산제일고등학교
- 금촌고등학교
- 파주여자고등학교

## 교통

### 철도
- 수도권 전철 경의·중앙선 금촌역, 금릉역

### 도로
- 국도 제1호선(통일로)
- 지방도 제360호선
- 국가지원지방도 제56호선

## 법정동
- 금촌1동
  - 금촌동(金村洞)
  - 아동동(衙洞洞)
  - 금릉동(金陵洞)
- 금촌2동
  - 금촌동
  - 금릉동
- 금촌3동
  - 금촌동
  - 아동동
  - 야동동(冶洞洞)
  - 검산동(檢山洞)
  - 맥금동(陌今洞)

## 아파트
| 단지명                | 주소                  | 건설사                           | 시행사           | 입주        | 비고     |
| --------------------- | --------------------- | -------------------------------- | ---------------- | ----------- | -------- |
| 성원포레스타운        |                       | 성원건설                         | 우인건설㈜       | 2000년 4월  |          |
| 금촌대방 1차          |                       | 대방건설                         | 대방건설         | 2001년 8월  |          |
| 금촌대방 2차 노블랜드 | 마음밭길 114 (금촌동) | 대방건설                         | 대방건설         | 2006년 10월 |          |
| 금촌팜스프링          |                       | 해태제과㈜ 건설부문              | 대한부동산신탁㈜ | 2001년 4월  |          |
| 장안밀레니엄          | 문화로 10 (금촌동)    | ㈜장안종합건설                   | ㈜장안종합건설   | 2000년 1월  |          |
| 흰돌마을 장안         | 독암길 14 (금릉동)    | ㈜장안종합건설                   | ㈜장안종합건설   | 2000년 5월  |          |
| 후곡마을 중앙하이츠   | 후곡로 80 (금촌동)    | 중앙건설                         | 중앙건설         | 2005년 11월 |          |
| 후곡마을 풍림아이원   | 후곡로 77 (금촌동)    | 풍림산업                         | 풍림산업         | 2005년 11월 |          |
| 새꽃마을 주공 3단지   |                       | 남양건설                         | 대한주택공사     | 2004년 10월 | 국민임대 |
| 새꽃마을 뜨란채 1단지 | 번영로 55 (금촌동)    | 영남건설㈜ 학산건설㈜ ㈜금광기업 | 대한주택공사     | 2004년 10월 |          |
| 후곡마을 뜨란채 4단지 | 후곡로 50 (금촌동)    | 마스타건설㈜                     | 대한주택공사     | 2004년 11월 |          |
| 후곡마을 주공 6단지   | 새꽃로 10 (금촌동)    | 효자건설㈜                       | 대한주택공사     | 2004년 11월 |          |
| 쇠재마을 뜨란채 5단지 | 쇠재로 133 (금촌동)   | 신성건설 송촌종합건설㈜          | 대한주택공사     | 2004년 11월 |          |
| 서원마을 뜨란채 7단지 | 쇠재로 30 (금촌동)    | 경일건설㈜ 효동종합건설㈜        | 대한주택공사     | 2005년 5월  |          |

## 참고 자료
- 이 문서에는 다음커뮤니케이션(현 카카오)에서 GFDL 또는 CC-SA 라이선스로 배포한 글로벌 세계대백과사전의 내용을 기초로 작성된 글이 포함되어 있습니다.